# Kuroshiodaphne
Kuroshiodaphne é um gênero de gastrópodes pertencente a família Raphitomidae.

## Espécies
- Kuroshiodaphne aurea Stahlschmidt, Poppe & Tagaro, 2018[2]
- Kuroshiodaphne fuscobalteata Smith E. A., 1879[3]
- Kuroshiodaphne phaeacme Sysoev, 1990[4]
- Kuroshiodaphne saturata Reeve, 1845[5]
- Kuroshiodaphne subula Reeve, 1845[6]
- Kuroshiodaphne supracancellata Schepman, 1913[2]

Espécies trazidas para a sinonímia
- Kuroshiodaphne aureus Stahlschmidt, Poppe & Tagaro, 2018: sinônimo de Kuroshiodaphne aurea Stahlschmidt, Poppe & Tagaro, 2018 (terminação de gênero incorreta de epíteto específico)